# Anthony Yerkovich
Anthony Yerkovich (...) è un autore televisivo, sceneggiatore e produttore televisivo statunitense, ideatore della serie televisiva Miami Vice.

## Biografia
Dopo aver realizzato alcune sceneggiature per la televisione, viene contattato dall'allora capo della programmazione NBC Brandon Tartikoff per sviluppare una nuova serie poliziesca che prenderà il nome di Miami Vice e della quale sarà anche produttore.
Dal 1994 è proprietario assieme allo chef Patrick Healy della catena di ristoranti statunitense The Buffalo Club.

## Filmografia parziale

### Cinema
- Miami Vice (2006) regia di Michael Mann (soggetto e produzione esecutiva)

### Televisione
- 240-Robert (1979-1981) (sceneggiatore)
- Cuore e batticuore (Hart to Hart) (1979-1984) (sceneggiatore)
- Miami Vice (1984-1989) (ideazione, produzione e sceneggiatura)
- Jack, investigatore privato (Private Eye) (1987-1988) (ideazione e produzione)
- Hollywood Confidential (1997) film per la televisione diretto da Reynaldo Villalobos (soggetto)

## Premi e riconoscimenti

### Primetime Emmy
- 1981 Migliore sceneggiatura serie TV drammatica per Hill Street giorno e notte ep. "Freedom's Last Stand"

### Writers Guild of America
- 1985 WGA award per Miami Vice ep. Il colombiano